# بیمارستان قلب بکرسفیلد
بیمارستان قلب بکرسفیلد (به انگلیسی: Bakersfield Heart Hospital) بیمارستانی خصوصی در شهر بیکرزفیلد، کالیفرنیا کشور ایالات متحده آمریکا است  و دارای ۴۹۲ تخت است.